# Géographie d'Eure-et-Loir

Position du département d'Eure-et-Loir en France.

Pour un article plus général, voir Eure-et-Loir.

## Régions naturelles
Le département est constitué de plusieurs régions naturelles : le plateau du Thymerais (Châteauneuf, Brezolles, Senonches) au nord-ouest, qui appartient au Perche, et le Drouais (Dreux) au nord-est, qui appartient au Bassin parisien, sont deux régions de transition entre le Perche, la Normandie et l'Île-de-France.
Le Faux Perche qui s'étend de l'Eure au sud du département est une région de transition entre les collines du Perche à l'ouest (région de Nogent-le-Rotrou et de La Loupe) et la zone plate constituée par la Beauce au centre, à l'est et au sud qui constitue la principale région d'Eure-et-Loir. Celle-ci comprend la Beauce proprement dit (Chartres, Voves, Auneau, Janville, Orgères-en-Beauce) et la Beauce dunoise (Châteaudun, Cloyes-sur-le-Loir) au sud.
La Beauce constitue l'essentiel du territoire de ce département. Située au sud-est, c'est la région de plaine à culture céréalière bien connue.

L'ouest du département est constitué d'une partie du Perche, avec ses paysages de collines et de bocages.

Au nord-ouest, on trouve le Thymerais et le Drouais, qui ont déjà des allures de Normandie.

Paysages d'Eure-et-Loir :
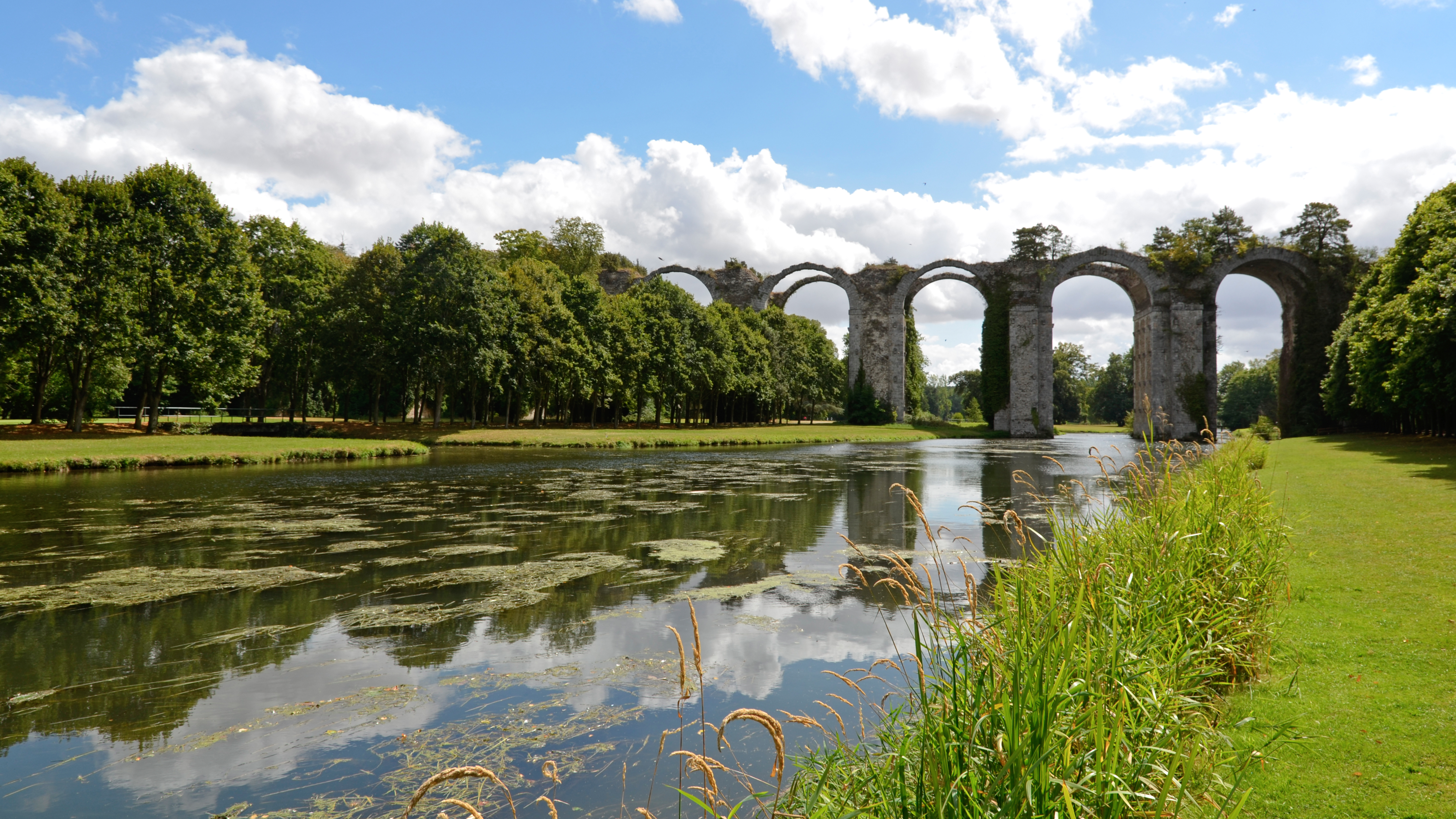
L'aqueduc de Maintenon, dans le nord-est.
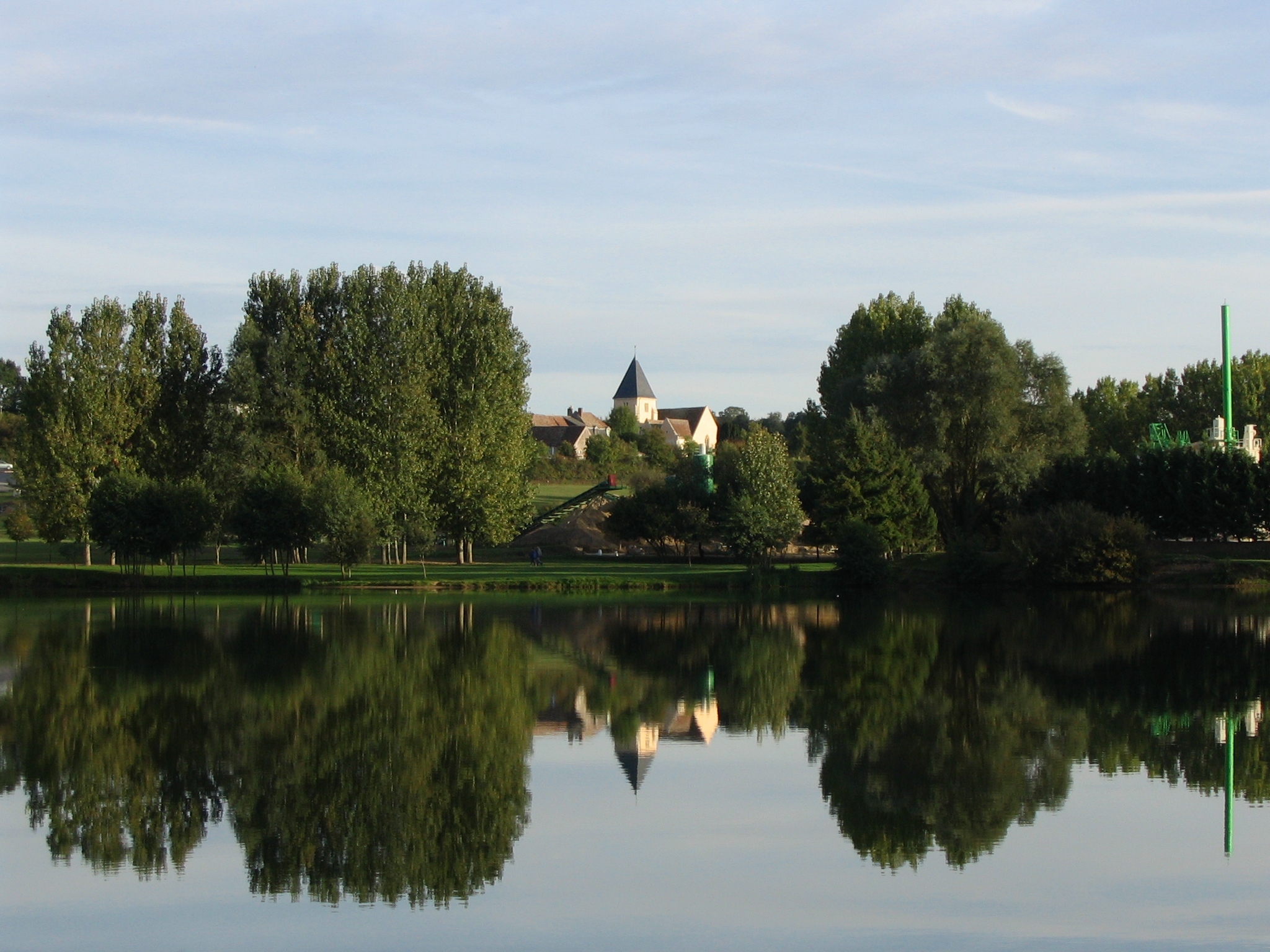
Margon, dans l'ouest.
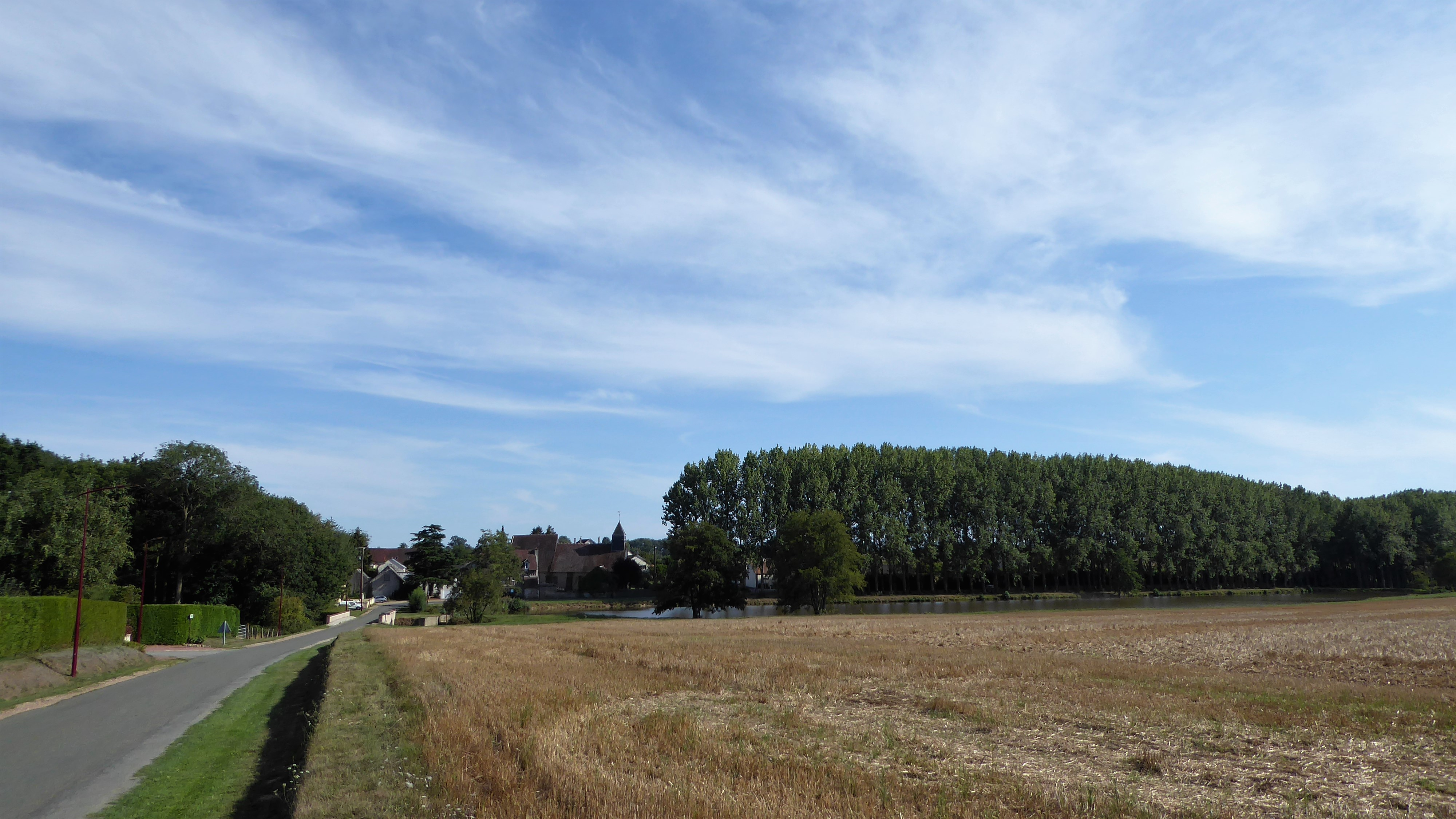
Lamblore, dans le nord-ouest.

## Altitudes
Le point culminant d'Eure-et-Loir, est situé dans le Perche. C'est la colline de Rougemont, sur la commune de Vichères, à 5 kilomètres de Thiron-Gardais. Son altitude est de 282 mètres.
L'endroit le plus bas est situé à l'endroit où l'Eure quitte le département, à 48 mètres d'altitude.

## Hydrographie
Le département doit son nom aux deux rivières qui le traversent : l'Eure, qui est un affluent de la Seine, et le Loir, qui appartient au bassin de la Loire.
La situation du département d'Eure-et-Loir sur la ligne de séparation des eaux des bassins de la Seine et de la Loire en fait un département aux régions contrastées.

## Flore d'Eure-et-Loir
La botanique du département d'Eure-et-Loir a notamment été étudiée par Édouard Lefèvre dans les publications suivantes :
- Aperçu sur la flore de l'arrondissement de Chartres, Chartres, imprimerie Garnier, 1860 ;
- Botanique du département d'Eure-et-Loir, Société archéologique d'Eure-et-Loir, Chartres, Petrot-Gernier, 1866, lire en ligne sur Commons, 336 pages.

## Points remarquables

### Points cardinaux
- Nord

Le point le plus au nord se situe sur la commune de Guainville. Il est également point limitrophe de 3 départements : l'Eure-et-Loir, l'Eure au nord-ouest et les Yvelines au nord-est (48° 56′ 27,6″ N, 1° 30′ 05″ E).
- Est

Le point le plus à l'est se situe sur la commune de Rouvray-Saint-Denis. Il est tout proche du point limitrophe de 3 départements, situé sur la même commune au nord : l'Eure-et-Loir, l'Essonne au nord-est et le Loiret au sud-est (48° 16′ 58″ N, 1° 59′ 40″ E).
- Sud

Le point le plus au sud se situe sur la commune de Charray, limitrophe du département de Loir-et-Cher (47° 57′ 14″ N, 1° 22′ 11″ E).
- Ouest

Le point le plus à l'ouest se situe sur la commune de Nogent-le-Rotrou, limitrophe du département de l'Orne (48° 18′ 00″ N, 0° 45′ 20″ E).

### Points limitrophes de trois départements
Outre Guainville au nord et Rouvray-Saint-Denis à l'est, 5 autres communes d'Eure-et-Loir sont au point de rencontre de 3 départements :
- Garancières-en-Beauce au nord-est, limitrophe des Yvelines et de l'Essonne ;
- Ozoir-le-Breuil au sud-est, limitrophe du Loiret et de Loir-et-Cher ;
- Chapelle-Guillaume au sud-ouest, limitrophe de Loir-et-Cher et de la Sarthe ;
- Saint-Bomer au sud-ouest, limitrophe de la Sarthe et de l'Orne ;
- Rohaire au nord-ouest, limitrophe de l'Orne et de l'Eure.